# Bannwil
Bannwil là một đô thị ở huyện Aarwangen ở bang Bern ở Thụy Sĩ. Đô thị này có diện tích 4,78 km², dân số năm 2020 là 676 người.

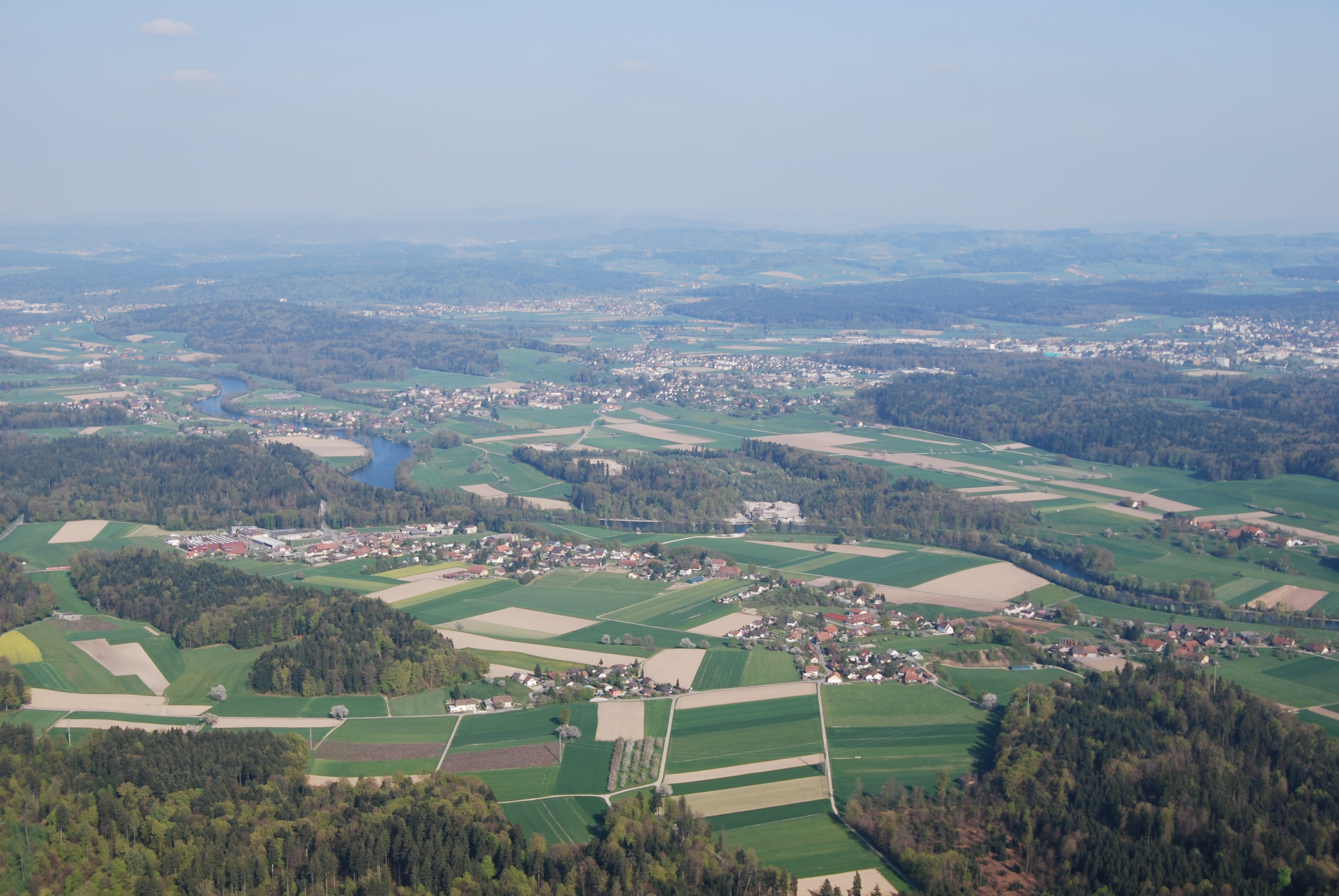
Bannwil